# Grässjön (Alingsås socken, Västergötland)
Grässjön är en sjö i Alingsås kommun i Västergötland och ingår i Göta älvs huvudavrinningsområde.